# Ondavské Matiašovce
Ondavské Matiašovce é um município da Eslováquia, situado no distrito de Vranov nad Topľou, na região de Prešov. Tem 10,29 km² de área e sua população em 2018 foi estimada em 793 habitantes.

## Demografia
| Ano:        | 1994 | 2004   | 2014   | 2024   |
| ----------- | ---- | ------ | ------ | ------ |
| Broj ljudi: | 753  | 811    | 825    | 803    |
| Razlika:    |      | +7,70% | +1,72% | -2,66% |

| Ano:               | 2023 | 2024   |
| ------------------ | ---- | ------ |
| Número de pessoas: | 799  | 803    |
| Diferença:         |      | +0,50% |